# ピアノ三重奏曲第1番 (ドヴォルザーク)
ピアノ三重奏曲第1番 変ロ長調 作品21、B.51は、アントニン・ドヴォルザークが作曲したピアノ三重奏曲。

## 概要
1875年になってから貧困に喘いでいたドヴォルザークは、オーストリアの奨学金制度に応募し、見事入選を果たす。ピアノ三重奏曲第1番は、奨学金制度に入選した直後の3月から5月の半ばにかけて作曲されたものである。
現存する4曲あるピアノ三重奏曲（この他に1871年から72年にかけて書いたものの破棄した2曲（B.25・26）が存在する）のうちの最初に当たる作品であるが、有名な第3番と第4番『ドゥムキー』の陰に隠れているためか、実際に演奏されることはほとんどない作品である。

## 構成
全4楽章からなり、演奏時間は約30分。また作品全体はボヘミア色が漂う溌剌とした作品になっている。
第1楽章 アレグロ・モルト
ソナタ形式。「とても快活に速く」と指定されている。
第2楽章 アダージョ・モルト・エ・メスト
三部形式。「とてもゆっくりと、悲しげに」と指定されている。
第3楽章 アレグレット・スケルツァンド
三部形式。「スケルツォ風に速めに」と指定されたボヘミアのポルカ風の楽章。
第4楽章 フィナーレ(アレグロ・ヴィヴァーチェ)
ソナタ形式。「非常に速く」と指定された躍動感に富んだ楽章。